# Campeonato Mundial de Atletismo em Pista Coberta de 2016 - 400 m masculino
A prova dos 400 metros masculino do Campeonato Mundial de Atletismo em Pista Coberta de 2016 ocorreu entre 18 e 19 de março em Portland, nos Estados Unidos. 

## Recordes
Antes desta competição, os recordes mundiais e do campeonato nesta prova eram os seguintes:
|    | Nome           | Nacionalidade  | Tempo  | Local                        | Data                |
| -- | -------------- | -------------- | ------ | ---------------------------- | ------------------- |
| WR | Kerron Clement | Estados Unidos | 44s 57 | Fayetteville, Estados Unidos | 12 de março de 2005 |
| CR | Nery Brenes    | Costa Rica     | 45s 11 | Istambul, Turquia            | 10 de março de 2012 |

## Medalhistas
| Ouro               | Prata                  | Bronze             |
| Pavel Maslák (CZE) | Abdalelah Haroun (QAT) | Deon Lendore (TTO) |

## Resultados

### Eliminatórias
Qualificação: 2 atletas de cada bateria  (Q) mais os 2 melhores qualificados (q).  
| Colocação | Bateria | Nome                    | Nacionalidade        | Tempo | Notas     |
| --------- | ------- | ----------------------- | -------------------- | ----- | --------- |
| 1         | 4       | Abdalelah Haroun        | Catar                | 46.15 | Q         |
| 2         | 3       | Bralon Taplin           | Granada              | 46.24 | Q         |
| 3         | 1       | Deon Lendore            | Trinidad e Tobago    | 46.38 | Q         |
| 4         | 1       | Boniface Ontuga Mweresa | Quênia               | 46.44 | Q, SB     |
| 5         | 5       | Pavel Maslák            | Chéquia              | 46.57 | Q         |
| 6         | 1       | Kyle Clemons            | Estados Unidos       | 46.66 | q         |
| 7         | 1       | Alonzo Russell          | Bahamas              | 46.66 | q         |
| 8         | 2       | Lalonde Gordon          | Trinidad e Tobago    | 46.72 | Q         |
| 9         | 5       | Luka Janežič            | Eslovênia            | 46.79 | Q         |
| 10        | 3       | Yavuz Can               | Turquia              | 46.82 | Q         |
| 11        | 2       | Fitzroy Dunkley         | Jamaica              | 46.83 | Q         |
| 12        | 2       | Lucas Bua               | Espanha              | 46.86 |           |
| 13        | 4       | Nery Brenes             | Costa Rica           | 46.92 | Q, SB     |
| 14        | 2       | Philip Osei             | Canadá               | 47.00 |           |
| 15        | 4       | Chidi Okezie            | Nigéria              | 47.05 |           |
| 16        | 3       | Ricardo Chambers        | Jamaica              | 47.07 |           |
| 17        | 4       | Batuhan Altintas        | Turquia              | 47.21 |           |
| 18        | 3       | Marek Niit              | Estónia              | 47.39 |           |
| 19        | 5       | Liemarvin Bonevacia     | Países Baixos        | 47.48 |           |
| 20        | 5       | Payton Hazzard          | Granada              | 47.61 |           |
| 21        | 3       | Alberth Bravo           | Venezuela            | 47.63 | PB        |
| 22        | 3       | Emmanuel Dasor          | Ghana                | 47.86 |           |
| 23        | 2       | Gustavo Cuesta          | República Dominicana | 48.46 |           |
| 24        | 1       | George Erazo            | El Salvador          | 49.66 |           |
| 25        | 5       | Mowen Boino             | Papua-Nova Guiné     | 49.81 | PB        |
| 26        | 4       | Kristijan Efremov       | Macedônia do Norte   | 50.28 |           |
| -         | 4       | Vernon Norwood          | USA                  | DSQ   | R163.3(b) |
| -         | 5       | Michael Mathieu         | Bahamas              | DSQ   | R163.3(b) |
| -         | 1       | Sadam Suliman Koumi     | Sudão                | DNS   |           |
| -         | 2       | Orukpe Eraiyokan        | Nigéria              | DNS   |           |

### Semifinal
Qualificação: classificaram-se  os 3 melhores de cada bateria (Q). 
| Colocação | Bateria | Nome                    | Nacionalidade     | Tempo | Notas     |
| --------- | ------- | ----------------------- | ----------------- | ----- | --------- |
| 1         | 1       | Bralon Taplin           | Granada           | 45.38 | Q         |
| 2         | 2       | Pavel Maslák            | Chéquia           | 45.71 | Q         |
| 3         | 2       | Abdalelah Haroun        | Catar             | 45.71 | Q, SB     |
| 4         | 2       | Lalonde Gordon          | Trinidad e Tobago | 46.03 | Q, SB     |
| 5         | 1       | Deon Lendore            | Trinidad e Tobago | 46.23 | Q         |
| 6         | 1       | Boniface Ontuga Mweresa | Quênia            | 46.33 | Q, SB     |
| 7         | 1       | Nery Brenes             | Costa Rica        | 46.49 |           |
| 8         | 2       | Yavuz Can               | Turquia           | 46.82 |           |
| 9         | 1       | Kyle Clemons            | Estados Unidos    | 46.91 |           |
| 10        | 2       | Alonzo Russell          | Bahamas           | 47.07 |           |
| 11        | 2       | Fitzroy Dunkley         | Jamaica           | 47.13 |           |
| 12        | 1       | Luka Janežič            | Eslovênia         | DSQ   | R163.3(b) |

### Final
A final ocorreu dia 19 de março. 
| Colocação         | Faixa | Name                    | Nacionalidade     | Tempo | Notas |
| ----------------- | ----- | ----------------------- | ----------------- | ----- | ----- |
| Medalha de ouro   | 5     | Pavel Maslák            | Chéquia           | 45.44 |       |
| Medalha de prata  | 3     | Abdalelah Haroun        | Catar             | 45.59 | SB    |
| Medalha de bronze | 4     | Deon Lendore            | Trinidad e Tobago | 46.17 |       |
| 4                 | 6     | Bralon Taplin           | Granada           | 46.56 |       |
| 5                 | 2     | Boniface Ontuga Mweresa | Quênia            | 46.86 |       |
| 6                 | 1     | Lalonde Gordon          | Trinidad e Tobago | 47.62 |       |

Legenda
| Recorde mundial       | Recorde mundial (World record)               |                       | Recorde africano                      | Recorde africano (African) |                                           | Q | Classificado por posição (Qualified) |
| Recorde do campeonato | Recorde do campeonato (Championship record)  | Recorde da América    | Recorde da América (Americas)         | q                          | Classificado por melhor tempo (Qualified) |   |                                      |
| Melhor marca do ano   | Melhor marca do ano (World leading)          | Recorde asiático      | Recorde asiático (Asian)              | DNS                        | Não largou (Did not start)                |   |                                      |
| Recorde nacional      | Recorde nacional (National record)           | Recorde europeu       | Recorde europeu (European)            | DNF                        | Não terminou (Did not finish)             |   |                                      |
| Recorde pessoal       | Recorde pessoal do atleta (Personal best)    | Recorde da Oceania    | Recorde da Oceania (Oceania)          | DSQ / DQ                   | Desclassificado (Disqualified)            |   |                                      |
| Recorde da temporada  | Recorde da temporada do atleta (Season best) | Recorde sul-americano | Recorde sul-americano (South America) | NM                         | Sem marca (No mark)                       |   |                                      |